# Courchevel (Savoie)
Courchevel ist eine französische Gemeinde mit 2.295 Einwohnern (Stand: 1. Januar 2022) im Département Savoie in der Region Auvergne-Rhône-Alpes. Sie gehört zum  Arrondissement Albertville und zum Kanton Moûtiers.

## Geographie
Courchevel liegt rund 35 Kilometer südsüdöstlich von Albertville in der Tarentaise. Im Gemeindegebiet liegt das gleichnamige Skigebiet. Der Doron de Bozel begrenzt die Gemeinde im Norden. Umgeben wird Courchevel von den Nachbargemeinden Brides-les-Bains im Norden und Nordwesten, Montagny und Bozel im Norden, Planay im Osten, Pralognan-la-Vanoise im Süden und Osten sowie Les Allues im Süden und Westen.

## Geschichte
Zum 1. Januar 2017 wurde Courchevel als Commune nouvelle aus den bis dahin eigenständigen Kommunen La Perrière und Saint-Bon-Tarentaise gebildet.

## Gliederung
| Ortsteil                                 | ehemaliger INSEE-Code | Fläche (km²) | Einwohnerzahl (2018) |
| ---------------------------------------- | --------------------- | ------------ | -------------------- |
| La Perrière                              | 73198                 | 09,96        | .0498                |
| Saint-Bon-Tarentaise (Verwaltungssitz)00 | 73227                 | 58,94        | 1.864                |